# Lampropholis amicula
Lampropholis amicula — вид сцинкоподібних ящірок родини сцинкових (Scincidae). Ендемік Австралії.

## Поширення і екологія
Lampropholis amicula поширені на південному сході Квінсленду на північному сході Нового Південного Уельсу. Вони живуть в рідколіссях, на пустищах і в чагарникових заростях.